# Ombak
Ombak foi um programa de televisão brasileiro transmitido pela MTV Brasil dedicado exclusivamente ao Skate. Apresentado por Cesinha Chaves e dirigido por Antônio Ricardo, o programa foi ao ar em 30 de abril de 1991, sendo o primeiro programa esportivo de todas as MTVs do mundo.